# هاملت میناسیان (ورزشکار)
هاملت میناسیان (به ارمنی Համլետ Մինասեան - به انگلیسی Hamlet Minasian)، (زاده ۱۳۲۹ خورشیدی، در تبریز)، ورزشکار ایرانی ارمنی‌تبار در رشته ورزشی بوکس بود.

## کارنامه ورزشی
- - بازیهای آسیایی ۱۹۷۴ تهران